# 고백 (1981년 영화)
《고백》(영어: True Confessions)은 1981년에 개봉한 미국의 네오누아르 범죄 드라마 영화이다.

## 줄거리
1948년. 야심이 있는 로스앤젤레스 대교구 몬시뇰 데즈먼드 "데스" 스펠라시는 성당을 지으면서 비용 절감을 위해 평신도인 건설업계 거물 잭 앰스터댐의 수상한 구석을 못 본 체한다. 가톨릭교회 신자인 매춘부가 공터에서 몸이 반으로 갈린 채 발견되고 이어 윤락업소에서 창녀와 관계하던 신부의 사망 신고가 들어오자 데스의 형이자 로스앤젤레스 경찰국 강력계 형사인 톰이 수사에 들어간다.

## 출연진
- 로버트 드니로 - 몬시뇰 데즈먼드 "데스" 스펠라시 역
- 로버트 듀발 - 톰 스펠라시 형사 역
- 찰스 더닝 - 잭 앰스터댐 역
- 시릴 큐색 - 대너허 추기경 역
- 버지스 메러디스 - 몬시뇰 셰이머스 파고 역
- 케네스 맥밀런 - 프랭크 크로티 형사 역: 톰의 파트너.
- 에드 플랜더스 - 댄 T. 캠피언 역: 앰스터댐의 변호사.
- 댄 허데이야 - 하워드 터클 역
- 저넷 놀런 - 스펠라시 부인 역
- 팻 콜리 - 서니 맥도너 역
- 제임스 홍 - 검시관 웡 역

## 우리말 녹음
KBS 성우진
- 이정구 - 데스 스펠라시(로버트 드니로)
- 오세홍 - 톰 스펠라시(로버트 듀발)
- 임종국 - 추기경(시릴 큐색)
- 이선영 - 브렌다(로즈 그레고리오)
- 조달호 - 셰이머스(버지스 메러디스)
- 노민 - 프랭크(케네스 맥밀런)
- 김규식 - 캠피언(에드 플랜더스)
- 유해무 - 잭(찰스 더닝)
- 홍영란 - 로나(다윈 카슨)
- 황정란 - 데스와 톰의 어머니(저넷 놀런)
- 이호인 - 기자
- 안종익 - 서니(팻 콜리) / 경찰
- 강구한 - 경찰 / 라디오 방송
- 김옥경 - 신부(수전 마이어스)